# Ossaea brachystemon
Ossaea brachystemon är en tvåhjärtbladig växtart som beskrevs av Ignatz Urban. Ossaea brachystemon ingår i släktet Ossaea och familjen Melastomataceae. Inga underarter finns listade i Catalogue of Life.